# Латеис (Удине)
Латеис је насеље у Италији у округу Удине, региону Фурланија-Јулијска крајина.
Према процени из 2011. у насељу је живело 104 становника. Насеље се налази на надморској висини од 1182 м.